# Гаєк Андрій Микитович
Андрій Микитович Га́єк (псевдонім — А. Дольний; нар. 25 червня 1873, Глушин — пом. 1949) — український співак (ліричний тенор).

## Біографія
Народився 25 червня 1873 року в селі Глушині (тепер Золочівський район Львівської області, Україна). Вокальну освіту здобув 1900 року у Віденській консерваторії. Удосконалювався у Лео Слезака у Відні.
У 1900–1905 роках — соліст Люблянської, у 1905–1914 роках — Познанської, у 1914–1915 роках — Віденської опер. Співав у театрах Югославії, Польщі, Австрії, Італії. З 1902 по 1912 рік та з 1922 по 1924 рік працював у театрі товариства «Руська бесіда» у Львові, з 1925 по 1926 рік — у трупі Йосипа Стадника, у 1928—1929 роках — у Театрі імені Івана Тобілевича. Виступав у Львівській опері.
Репресований 1940 року. Помер у 1949 році. Реабілітований посмертно.

## Творчість
Виконав партії:
- Петро («Наталка Полтавка» Миколи Лисенка);
- Андрій («Запорожець за Дунаєм» Семена Гулака-Артемовського;
- Андрій («Катерина» Миколи Аркаса);
- Максим («Відьма» Ярослава Ярославенка);
- Єник («Продана наречена» Бедржіха Сметани);
- Йонтек («Галька» Станіслава Монюшка);
- Фауст («Фауст» Шарля Ґуно);
- Альфред («Травіата» Джузеппе Верді).

У концертах виконував романси Миколи Лисенка, Віктора Матюка, українські народні пісні.